# Synaxis cervinaria
Synaxis cervinaria är en fjärilsart som beskrevs av Alpheus Spring Packard 1871. Synaxis cervinaria ingår i släktet Synaxis och familjen mätare. Inga underarter finns listade i Catalogue of Life.